# Macrochilo louisiana
Macrochilo louisiana là một loài bướm đêm thuộc họ Noctuidae. Nó được tìm thấy ở Quebec và Maine tới Florida, phía tây đến Texas, phía bắc đến Alberta.
Sải cánh dài 20–27 mm. Con trưởng thành bay từ tháng 6 đến tháng 9 ở phía bắc và from tháng 2 in the south.